# Służąca przewodnicząca
Służąca przewodnicząca (jap. 会長はメイド様! Kaichō wa meido-sama!) – manga autorstwa Hiro Fujiwary, publikowana w magazynie „LaLa” wydawnictwa Hakusensha od grudnia 2005 do września 2013. Całość liczy łącznie 18 tomów.
Na jej podstawie studio J.C.Staff stworzyło serial anime, który emitowano w Japonii od kwietnia do września 2010.
W Polsce manga została wydana przez wydawnictwo Japonica Polonica Fantastica, natomiast anime nadawane jest od września 2016 na kanale 2x2.

## Fabuła
Liceum Seiki, jedna ze szkół, która jest wymarzonym miejscem dla chłopców, a okropnym dla dziewcząt, niedawno została zmieniona w szkołę koedukacyjną. Jednak populacja dziewczyn jest wciąż mała. W dodatku żyją one w ciągłym strachu przed „nie na najwyższym poziomie” żartami chłopaków. Misaki Ayuzawa, przewodnicząca samorządu szkolnego, postanawia wziąć sprawy w swoje ręce i zagwarantować płci żeńskiej bezpieczeństwo w tym nieprzyjemnym środowisku.
Trenując, studiując, a nawet stając się pierwszą przewodniczącą-dziewczyną, Misaki uzyskała niezbyt dobrą reputację wśród męskiej części liceum (jako straszliwy dyktator nienawidzący chłopaków) i wspaniałą wśród przedstawicielek płci żeńskiej i nauczycieli (jako „światełko w tunelu” i „nadzieja na lepsze jutro”). Jednak, po szkole, Misaki pracuje jako kelnerka w Maid Latte, co utrzymuje w sekrecie. Na nieszczęście, pewnego razu, pewien bardzo popularny chłopak, Usui Takumi, zauważa dziewczynę w przebraniu pokojówki.

## Bohaterowie

### Główni
- Misaki Ayuzawa (jap. 鮎沢 美咲 Ayuzawa Misaki)

Seiyū: Ayumi Fujimura 
Pierwsza przewodnicząca-dziewczyna liceum Seiki. Jest znana z porywczości i ogromnej ambicji. Utrzymuje dyscyplinę i z zawziętością próbuje zmienić liceum w bardziej przyjazne dziewczynom. Mimo że męska część szkoły boi się jej, a nawet nienawidzi, Misaki tak naprawdę jest bardzo sprawiedliwa i chętnie udziela pomocy każdemu, kto jej potrzebuje. Misaki mieszka z matką, Minako (美奈子) i z młodszą siostrą, Suzuną (紗奈). Ponieważ jej rodzina jest biedna, podjęła pracę w kawiarence z pokojówkami Maid Latte jako kelnerka. Zawsze próbuje dać z siebie wszystko, często pracuje ponad swoje siły.
- Takumi Usui (jap. 碓氷 拓海 Usui Takumi)

Seiyū: Nobuhiko Okamoto 
Jeden z najbardziej popularnych chłopaków w liceum Seiki. Jest niezwykle utalentowany w wielu dziedzinach. Zna się m.in. na kucharstwie, muzyce, szachach i zasadach savoir-vivre’u. Jego matka zmarła zaraz po jego narodzinach. Został adoptowany przez jej kuzynkę. Podczas drugiego roku nauki w liceum Seiki, odkrywa sekret Misaki.

### Poboczni
- Shoichiro Yukimura (jap. 幸村 祥一郎 Yukimura Shōichirō)

Seiyū: Hiro Shimono 
- Sotaro Kano (jap. 叶 爽太郎 Kanō Sōtarō)

Seiyū: Kōsuke Toriumi 
- Satsuki Hyodo (jap. 兵藤 さつき Hyōdō Satsuki)

Seiyū: Rie Tanaka 
- Aoi Hyodo (jap. 兵藤 葵 Hyōdō Aoi)

Seiyū: Yuki Kaida 
- Hinata Shintani (jap. 深谷 陽向 Shintani Hinata)

Seiyū:  Atsushi Abe 
- Sakura Hanazono (jap. 花園 さくら Hanazono Sakura)

Seiyū: Kana Hanazawa 
- Shizuko Kaga (jap. 加賀 しず子 Kaga Shizuko)

Seiyū: Yū Kobayashi 
- Naoya Shirakawa (jap. 白川 直也 Shirakawa Naoya)

Seiyū: Hiroyuki Yoshino 
- Ikuto Sarashina (jap. 更科 郁斗 Sarashina Ikuto)

Seiyū: Tetsuya Kakihara 
- Ryunosuke Kurosaki (jap. 黒崎 龍之介 Kurosaki Ryūnosuke)

Seiyū: Yūichi Nakamura 
- Suzuna Ayuzawa (jap. 鮎沢 紗奈 Ayuzawa Suzuna)

Seiyū: Kaori Ishihara 
- Honoka (jap. ほのか), Erika (jap. エリカ), Subaru (jap. すばる)

Seiyū: Kana Asumi, Mariya Ise, Kana Ueda 
- Tora Igarashi (jap. 五十嵐 虎 Igarashi Tora)

Seiyū: Ken’ichi Suzumura 
- Kūga Sakurai (jap. 桜井 空我 Sakurai Kūga)

Seiyū: Kenji Nojima 

## Manga
Seria ukazywała się w magazynie „LaLa” od 24 grudnia 2005 do 24 września 2013. Wydawnictwo Hakusensha zebrało jej 85 rozdziałów w 18 tankōbonach, wydawanych od 5 września 2006 do 5 lutego 2014.
Polski przekład mangi ukazał się nakładem wydawnictwa Japonica Polonica Fantastica.
| Nr | Język japoński  | Język japoński         | Język polski     | Język polski           |
| Nr | Data wydania    | ISBN                   | Data wydania     | ISBN                   |
| -- | --------------- | ---------------------- | ---------------- | ---------------------- |
| 1  | 5 września 2006 | ISBN 4-592-18431-9     | grudzień 2013    | ISBN 978-83-7471-351-1 |
| 2  | 5 lutego 2007   | ISBN 978-4-592-18432-4 | marzec 2014      | ISBN 978-83-7471-352-8 |
| 3  | 4 sierpnia 2007 | ISBN 978-4-592-18433-1 | lipiec 2014      | ISBN 978-83-7471-353-5 |
| 4  | 5 grudnia 2007  | ISBN 978-4-592-18434-8 | październik 2014 | ISBN 978-83-7471-354-2 |
| 5  | 2 maja 2008     | ISBN 978-4-592-18435-5 | marzec 2015      | ISBN 978-83-7471-355-9 |
| 6  | 5 września 2008 | ISBN 978-4-592-18686-1 | maj 2015         | ISBN 978-83-7471-356-6 |
| 7  | 3 kwietnia 2009 | ISBN 978-4-592-18687-8 | sierpień 2015    | ISBN 978-83-7471-357-3 |
| 8  | 4 września 2009 | ISBN 978-4-592-18688-5 | październik 2015 | ISBN 978-83-7471-358-0 |
| 9  | 5 kwietnia 2010 | ISBN 978-4-592-18689-2 | styczeń 2016     | ISBN 978-83-7471-359-7 |
| 10 | 4 czerwca 2010  | ISBN 978-4-592-19180-3 | kwiecień 2016    | ISBN 978-83-7471-360-3 |
| 11 | 5 sierpnia 2010 | ISBN 978-4-592-19181-0 | lipiec 2016      | ISBN 978-83-7471-361-0 |
| 12 | 4 lutego 2011   | ISBN 978-4-592-19182-7 | listopad 2016    | ISBN 978-83-7471-362-7 |
| 13 | 5 sierpnia 2011 | ISBN 978-4-592-19183-4 | luty 2017        | ISBN 978-83-7471-363-4 |
| 14 | 3 lutego 2012   | ISBN 978-4-592-19184-1 | maj 2017         | ISBN 978-83-7471-364-1 |
| 15 | 5 lipca 2012    | ISBN 978-4-592-19185-8 | lipiec 2017      | ISBN 978-83-7471-365-8 |
| 16 | 5 lutego 2013   | ISBN 978-4-592-19186-5 | wrzesień 2017    | ISBN 978-83-7471-366-5 |
| 17 | 5 sierpnia 2013 | ISBN 978-4-592-19187-2 | styczeń 2018     | ISBN 978-83-7471-367-2 |
| 18 | 5 lutego 2014   | ISBN 978-4-592-19188-9 | marzec 2018      | ISBN 978-83-7471-368-9 |

## Anime
Powstanie adaptacji anime zapowiedziano w sierpniu 2009. Seria została zanimowana przez studio J.C.Staff, za scenariusz odpowiadał Hiroaki Sakurai, scenariusz napisała Mamiko Ikeda, postacie zaprojektowała Yuki Imoto, a muzykę skomponował Wataru Maeguchi. Serial był emitowany od 1 kwietnia do 23 września 2010 w stacjach TBS i BS-TBS. Każdy odcinek jest rozpoczynany piosenką „My Secret” śpiewaną przez Saayę Mizuno. Piosenki końcowe w wykonaniu zespołu heidi to „Yokan” (odcinki 1–15) oraz „Loop” (odcinki 16–26). 11 maja 2011 wydany został odcinek OVA.
W Polsce anime nadawane jest od 1 września 2016 na kanale 2x2.

### Lista odcinków
| №        | Tytuł | Premiera         |
| -------- | --- | ---------------- |
| 1        | Misa służącą! Misaki-chan wa meido-sama! (美咲ちゃんはメイド様!)                                                                                   | 1 kwietnia 2010  |
| 2        | Służąca i szkolny festyn Gakuensai demo meido-sama! (学園祭でもメイド様!)                                                                          | 8 kwietnia 2010  |
| 3        | Jaki kolor ma Misaki? Misaki wa nani iro? Tennen shoku? (美咲は何色?天然色?)                                                                       | 15 kwietnia 2010 |
| 4        | Internetowa gwiazda Aoi Netto aidoru Aoi-chan (ネットアイドルAOIちゃん)                                                                            | 22 kwietnia 2010 |
| 5        | Pilnujemy interesu Hajimete no orusuban (初めてのお留守番)                                                                                         | 29 kwietnia 2010 |
| 6        | Szkoła panny Ayuzawy Otoko・Ayuzawa juku! (男・鮎沢塾!)                                                                                            | 6 maja 2010      |
| 7        | Wkracza przewodniczący rady uczniowskiej liceum Miyabigaoka Miyabigaoka gakuen seitokaichō tōjō (雅ヶ丘学園生徒会長登場)                           | 13 maja 2010     |
| 8        | Misaki idzie do liceum Miyabigaoka Misaki, Miyabigaoka gakuen e (美咲、雅ヶ丘学園へ)                                                               | 20 maja 2010     |
| 9        | Służąca przewodnicząca Momotaro Momotarō made mo meido-sama (桃太郎までもメイド様)                                                                 | 27 maja 2010     |
| 10       | Muzyczna miłość Sakury Sakura no koi wa indīzu (さくらの恋はインディーズ)                                                                          | 3 czerwca 2010   |
| 11       | Oto Usui i jego tajemnica! Usui Takumi no himitsu ni semaru! (碓氷拓海の秘密に迫る!)                                                               | 10 czerwca 2010  |
| 12       | Przewodnicząca na festynie sportowym Taiikusai demo meido-sama (体育祭でもメイド様)                                                                | 17 czerwca 2010  |
| 13       | Idioci, bohaterowie i tchórze Baka to furyō to hīrō to (バカと不良とヒーローと)                                                                    | 24 czerwca 2010  |
| 14       | Sotaro Kano z 1G Ichinen nanakumi Kanō Sōtarō (1年7組 叶爽太郎)                                                                                    | 1 lipca 2010     |
| 15       | Królik w okularach na dniu otwartym Gakkō kengaku-kai de megane usagi (学校見学会で眼鏡うさぎ)                                                     | 8 lipca 2010     |
| 16       | Kelnerki w kurorcie Umi no ie de mo meido rate (海の家でもメイドラテ)                                                                              | 15 lipca 2010    |
| 17       | Usui staje się wrogiem Usui, teki ni mawaru (碓氷、敵に回る)                                                                                       | 22 lipca 2010    |
| 18       | Lokaj przewodnicząca Meido-sama de mo futtoman (メイド様でもフットマン)                                                                            | 29 lipca 2010    |
| 19       | Lokaje chodzą parami Pea kuminaoshi de futtoman (ペア組み直しでフットマン)                                                                         | 5 sierpnia 2010  |
| 20       | Książę wiceprzewodniczący!? / Aoi i wesoła banda Fukukaichō wa ōji-sama!? / Aoi to yukai na nakamatachi (副会長は王子様!? / AOIとユカイな仲間たち) | 12 sierpnia 2010 |
| 21       | Usui ma rywala? Oto Hinata Shintani Usui no raibaru? Shintani Hinata (碓氷のライバル？深谷陽向)                                                    | 19 sierpnia 2010 |
| 22       | Berek na zielonej szkole Rinkan gakkō onigokko (林間学校オニごっこ)                                                                                | 26 sierpnia 2010 |
| 23       | Słodka uczta w Maid Latte Suītsu ōmori meido rate (スイーツ大盛りメイドラテ)                                                                       | 2 września 2010  |
| 24       | Magiczne pokojówki z Maid Latte Rate majikku de meromerorin ♥ (ラテ・マジックでメロメロリン ♥)                                                     | 9 września 2010  |
| 25       | Hinata, Misaki i Usui Hinata to Misaki to Usui-kun (陽向と美咲と碓氷くん)                                                                          | 16 września 2010 |
| 26       | Podła Ayuzawa i Usui idiota! Zurusugiruyo Ayuzawa, Usui no aho! (ずるすぎるよ鮎沢、碓氷のアホ！)                                                   | 23 września 2010 |
| 27 (OVA) | A owszem (To odcinek bonusowy) Omake dayo (shinsaku tokubetsu episōdo) (おまけだよ （新作特別エピソード）)                                         | 11 maja 2011     |